# Ahmed Kutucu
Ahmed Kutucu (Gelsenkirchen, 1º marzo 2000) è un calciatore turco, attaccante del Galatasaray.

## Caratteristiche tecniche
È un centravanti, può giocare anche come ala su entrambe le fasce, è in possesso di buone doti nel battere i calci piazzati,ottime capacità atletiche,un buon fiuto del gol e notevoli capacità balistiche, possiede inoltre un colpo di testa

## Carriera

### Club
Cresciuto nel settore giovanile del Rot-Weiss Essen, nel 2011 viene acquistato dallo Schalke 04.
Ha esordito in prima squadra l'11 dicembre 2018 disputando l'incontro di UEFA Champions League vinto 1-0 contro la Lokomotiv Mosca.
Trova la prima rete fra i professionisti il 22 dicembre successivo siglando il gol del definitivo 3-1 nel match di Bundesliga contro lo Stoccarda.
Il 1º febbraio 2019 firma il suo primo contratto professionistico con il club.
Il 21 gennaio 2021 viene ceduto in prestito all'Heracles Almelo.
Il 4 luglio 2021 viene ceduto a titolo definitivo all'İstanbul Başakşehir.
Il 12 gennaio 2022 viene ceduto in prestito al Sandhausen.
Passa prima all'Eyüpspor per poi trasferirsi al Galatasaray il 24 gennaio 2025.

### Nazionale
Dopo avere rappresentato le selezioni giovanili turche, esordendo nel settembre 2019 prima con l'Under-21, il 15 novembre 2019 riceve la sua prima convocazione in nazionale maggiore. Due giorni dopo esordisce con quest'ultima in occasione del pareggio per 0-0 contro l'Islanda.

## Statistiche
Statistiche aggiornate al 7 febbraio 2025.

### Presenze e reti nei club
| Stagione          | Squadra             | Campionato        | Campionato | Campionato | Coppe nazionali | Coppe nazionali | Coppe nazionali | Coppe continentali | Coppe continentali | Coppe continentali | Altre coppe | Altre coppe | Altre coppe | Totale | Totale | Totale |
| Stagione          | Squadra             | Comp              | Pres       | Reti       | Comp            | Pres            | Reti            | Comp               | Pres               | Reti               | Comp        | Pres        | Reti        | Pres   | Reti   |        |
| ----------------- | ------------------- | ----------------- | ---------- | ---------- | --------------- | --------------- | --------------- | ------------------ | ------------------ | ------------------ | ----------- | ----------- | ----------- | ------ | ------ | ------ |
| 2018-2019         | Schalke 04          | BL                | 13         | 2          | CG              | 2               | 1               | UCL                | 1                  | 0                  |             | -           | -           | 16     | 3      |        |
| 2019-2020         | Schalke 04          | BL                | 25         | 3          | CG              | 3               | 0               | -                  | -                  | -                  | -           | -           | -           | 28     | 3      |        |
| 2020-gen. 2021    | Schalke 04          | BL                | 7          | 0          | CG              | 1               | 0               | -                  | -                  | -                  | -           | -           | -           | 8      | 0      |        |
| Totale Schalke 04 | Totale Schalke 04   | Totale Schalke 04 | 45         | 5          |                 | 6               | 1               |                    | 1                  | 0                  |             | -           | -           | 52     | 6      |        |
| gen.-giu. 2021    | Heracles Almelo     | ED                | 15         | 0          | CO              | 0               | 0               | -                  | -                  | -                  | -           | -           | -           | 15     | 0      |        |
| 2021-gen. 2022    | İstanbul Başakşehir | SL                | 3          | 0          | TK              | 1               | 1               | -                  | -                  | -                  | -           | -           | -           | 4      | 1      |        |
| gen.-giu. 2022    | Sandhausen          | 2L                | 10         | 1          | CG              | 0               | 0               |                    | -                  | -                  |             | -           | -           | 10     | 1      |        |
| 2022-2023         | Sandhausen          | 2L                | 22         | 2          | CG              | 2               | 1               |                    | -                  | -                  |             | -           | -           | 24     | 3      |        |
| Totale Sandhausen | Totale Sandhausen   | Totale Sandhausen | 32         | 3          |                 | 2               | 1               |                    | -                  | -                  |             | -           | -           | 34     | 4      |        |
| 2023-2024         | Eyüpspor            | 1L                | 21         | 14         | CT              | 1               | 0               | -                  | -                  | -                  | -           | -           | -           | 22     | 14     |        |
| 2024-gen. 2025    | Eyüpspor            | SL                | 18         | 8          | CT              | 2               | 1               | -                  | -                  | -                  | -           | -           | -           | 20     | 9      |        |
| Totale Eyüpspor   | Totale Eyüpspor     | Totale Eyüpspor   | 39         | 22         |                 | 3               | 1               |                    | -                  | -                  |             | -           | -           | 42     | 23     |        |
| gen.-giu. 2025    | Galatasaray         | SL                | 2          | 1          | TK              | 1               | 1               | UEL                | 0                  | 0                  |             | -           | -           | 3      | 2      |        |
| Totale carriera   | Totale carriera     | Totale carriera   | 136        | 29         |                 | 13              | 5               |                    | 1                  | 0                  |             | -           | -           | 150    | 34     |        |

### Cronologia presenze e reti in nazionale
| Cronologia completa delle presenze e delle reti in nazionale ― Turchia | Cronologia completa delle presenze e delle reti in nazionale ― Turchia | Cronologia completa delle presenze e delle reti in nazionale ― Turchia | Cronologia completa delle presenze e delle reti in nazionale ― Turchia | Cronologia completa delle presenze e delle reti in nazionale ― Turchia | Cronologia completa delle presenze e delle reti in nazionale ― Turchia | Cronologia completa delle presenze e delle reti in nazionale ― Turchia | Cronologia completa delle presenze e delle reti in nazionale ― Turchia |
| Data                                                                   | Città                                                                  | In casa                                                                | Risultato                                                              | Ospiti                                                                 | Competizione                                                           | Reti                                                                   | Note                                                                   |
| ---------------------------------------------------------------------- | ---------------------------------------------------------------------- | ---------------------------------------------------------------------- | ---------------------------------------------------------------------- | ---------------------------------------------------------------------- | ---------------------------------------------------------------------- | ---------------------------------------------------------------------- | ---------------------------------------------------------------------- |
| 17-11-2019                                                             | Andorra la Vella                                                       | Andorra                                                                | 0 – 2                                                                  | Turchia                                                                | Qual. Euro 2020                                                        | -                                                                      | 85’                                                                    |
| 3-9-2020                                                               | Sivas                                                                  | Turchia                                                                | 0 – 1                                                                  | Ungheria                                                               | UEFA Nations League 2020-2021 - 1º turno                               | -                                                                      | 46’                                                                    |
| 10-6-2025                                                              | Chapel Hill                                                            | Messico                                                                | 1 – 0                                                                  | Turchia                                                                | Amichevole                                                             | -                                                                      | 85’                                                                    |
| Totale                                                                 |                                                                        | Presenze                                                               | 3                                                                      |                                                                        | Reti                                                                   | 0                                                                      |                                                                        |

## Palmarès

### Club

#### Competizioni nazionali
- TFF 1. Lig: 1

Eyüpspor: 2023-2024
- Coppa di Turchia: 1

Galatasaray: 2024-2025
- Campionato turco: 1

Galatasaray:  2024-2025